# Hinrich Schütze
Hinrich Schütze ist ein deutscher Computerlinguist und aktueller Kodirektor des Centrums für Informations- und Sprachverarbeitung an der Ludwig-Maximilians-Universität München.

## Leben
Schütze erhielt 1995 seinen Doktortitel in Computerlinguistik an der Stanford University und arbeitete anschließend bis 2004 bei mehreren Start-Ups und Forschungsinstituten in den Vereinigten Staaten (u. a. Xerox PARC und Google). Anschließend wurde er Lehrbeauftragter an der Universität Stuttgart, bevor er 2013 einen Ruf an die Universität München erhielt. Im Jahr 2020 war er Präsident der Association for Computational Linguistics.
2022 wurde er von ihnen zum ACL Fellow ernannt. Im selben Jahr wurde er außerdem zum ersten Fellow von Hessian AI ernannt.
Seine Forschungsschwerpunkte sind Information Retrieval, Statistisches NLP und Deep Learning mit Word Embeddings.

## Veröffentlichungen (Auswahl)
- Christopher D. Manning, Hinrich Schütze: Foundations of Statistical Natural Language Processing. MIT Press, Cambridge, MA, Vereinigte Staaten. 1999. ISBN 0-262-13360-1.
- Christopher D. Manning, Prabhakar Raghavan, Hinrich Schütze: Introduction to Information Retrieval. Cambridge University Press, Cambridge, Vereinigtes Königreich. 2008. ISBN 978-0-521-86571-5.
- Schütze, H. (1998). Automatic word sense discrimination. Computational linguistics, 24(1), 97-123.
- Schutze, H. (1992, November). Dimensions of meaning. In Supercomputing'92: Proceedings of the 1992 ACM/IEEE Conference on Supercomputing (pp. 787-796). IEEE.